# Anatololacerta pelasgiana
Espèce
Synonymes
- Lacerta pelasgiana Mertens, 1959
- Lacerta danfordi pelasgiana Mertens, 1959
- Anatololacerta danfordi pelasgiana (Mertens, 1959)
- Lacerta danfordi pentanisiensis Wettstein 1964
- Anatololacerta danfordi pentanisiensis (Wettstein 1964)
- Lacerta danfordi quanttaylori Börner, 1974

Anatololacerta pelasgiana est une espèce de sauriens de la famille des Lacertidae.

## Répartition
Cette espèce se rencontre dans le sud-ouest de la Turquie et en Grèce à Symi et à Rhodes.

## Publication originale
- Mertens, 1959 : Zur Kenntnis der Lacerten auf der Insel Rhodos. Senckenbergiana Biologica, vol. 40, p. 15-24.